# Краткое славословие

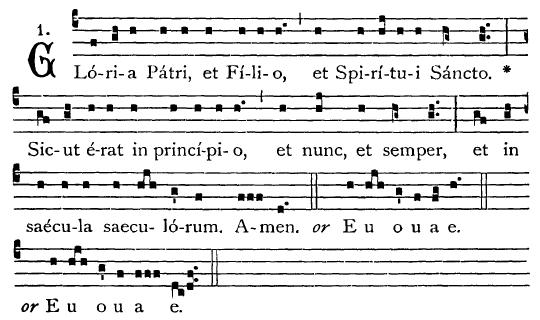
Распев малой доксологии в григорианской традиции (здесь — по формуле первого псалмового тона). Заключительные мелодические формулы распева (дифференции) передаются традиционно гласными заключительных слов доксологии — Euouae (seculorum amen)

Кра́ткое славосло́вие (ма́лое славосло́вие, ма́лая доксоло́гия, лат. Gloria Patri; в православных молитвословах и в богослужебных книгах сокращённо «Слава, и ныне») — краткая молитва в христианстве к Пресвятой Троице. Молитва не содержит каких-либо прошений, а только восславляет Бога. Краткое славословие не следует путать с великим славословием, вседневным славословием, заключительным славословием и другими формами славословия (см. доксология).

## Текст
Латинский (католический) текст отличается от греческого добавлением фразы sicut erat in principio («как было в начале»). Первое документальное свидетельство этого расширения малой доксологии датировано 529 годом (по итогам Второго собора). Краткие славословия в региональных (в том числе, кроме римского) обрядах могли отличаться от стандартного образца, например, в мосарабском обряде Gloria et honor Patri et Filio et Spiritui sancto in saecula saeculorum.
| Греческий текст                                                                              | Латинский перевод (римского обряда)                                                                                     | Немецкий перевод (протестантов) | Церковнославянский перевод                                                 | Иудео-арамейский перевод                                                                                         |
| -------------------------------------------------------------------------------------------- | --- | --- | -------------------------------------------------------------------------- | --- |
| Δόξα Πατρὶ καὶ Υἱῷ καὶ Ἁγίῳ Πνεύματι, καὶ νῦν, καὶ ἀεί, καὶ εἰς τοὺς αἰῶνας τῶν αἰώνων. Ἀμήν | Gloria Patri, et Filio, et Spiritui Sancto, sicut erat in principio, et nunc, et semper, et in saecula saeculorum. Amen | Ehre sei dem Vater und dem Sohn und dem Heiligen Geist, wie es war im Anfang, jetzt und immerdar, und von Ewigkeit zu Ewigkeit. Amen | Слава Отцу и Сыну, и Святому Духу, и ныне, и присно и во веки веков. Аминь | יהא שמיה רבא מברך לעלם ולעלמי עלמיא אמן (Да станет имя Его великое благословенным во век и во веки веков. Аминь) |

## Происхождение
Краткое славословие, по мнению М. Н. Скабаллановича, могло возникнуть из заключительных славословий литургийных молитв. Следы таких славословий встречаются уже в книгах Нового Завета (апостольские послания, Апокалипсис). Первый пример славословия с перечислением всех лиц Святой Троицы содержится в предсмертной молитве священномученика Поликарпа (ум. в 156 году). Подобные славословия есть в мученических актах и других святых II века (например, Игнатий Богоносец).
Ариане для выражения своих идей придали славословию форму «слава Отцу чрез Сына во Святом Духе». Это заставило Церковь (вероятно на Первом Вселенском соборе) окончательно закрепить формулу славословия как «слава Отцу и Сыну и Святому Духу», то есть в форме, наиболее выражающей единосущие Святой Троицы.